# سيرهي كوزلوف
سيرهي كوزلوف (بالأوكرانية: Сергій Валентинович Козлов)‏ هو لاعب كرة قدم ومدرب كرة قدم روسي في مركز الوسط، ولد في 16 ديسمبر 1957 في أوبلاست سفردلوفسك في روسيا. لعب مع FC Chayka-VMS Sevastopol ‏.